# 오를란도 크루스
오를란도 이반 크루스 토레스(스페인어: Orlando Iván Cruz Torres, 1981년 7월 1일~)는 푸에르토리코의 권투 선수이다. 2000년 하계 올림픽에 참가한 후 프로로 전향하여 활약했다.